# Maucourt-sur-Orne
 Maucourt-sur-Orne  là một xã thuộc tỉnh Meuse trong vùng Grand Est đông nam nước Pháp. Xã này nằm ở khu vực có độ cao trung bình 236 mét trên mực nước biển.